# يوهان شرودر (طبيب)
يوهان شرودر (بالألمانية: Johann Schröder) هو طبيب وعالم صيدلة ألماني عاش في القرن السابع عشر للميلاد، وكان رائداً في التجارب على عنصر الزرنيخ، حيث نجح سنة 1649 من نشر أسلوبين لعزل هذاالعنصر إلى الوسط العلمي.
ولد يوهان في مدينة باد زالتسوفلن حوالي سنة 1600 وتوفي في مدينة فرانكفورت سنة 1664
من أشهر أعماله كتاب «Artzney-Schatz» (الكنز الطبي)، والذي كان حينها موسوعة للعلوم الطبية في البلدان الناطقة بالألمانية.